# 苏夫里尼亚克
苏夫里尼亚克（法語：Souffrignac，法語發音：[sufʁiɲak]）是法国夏朗德省的一个市镇，位于该省东部，和多尔多涅省接壤，属于昂古莱姆区。

## 地理
苏夫里尼亚克（45°35'33"N, 0°30'16"E）面积9.37 平方千米，位于法国新阿基坦大区夏朗德省，该省份为法国西部内陆省份，北起德塞夫勒省和维埃纳省，东临上维埃纳省，东南至多尔多涅省，南至多爾多涅省，西接滨海夏朗德省。
与苏夫里尼亚克接壤的市镇（或旧市镇、城区）包括：弗亚德、曼扎克、雅韦拉克和拉沙佩勒圣罗贝尔、瓦赖涅。
苏夫里尼亚克的时区为UTC+01:00、UTC+02:00（夏令时）。

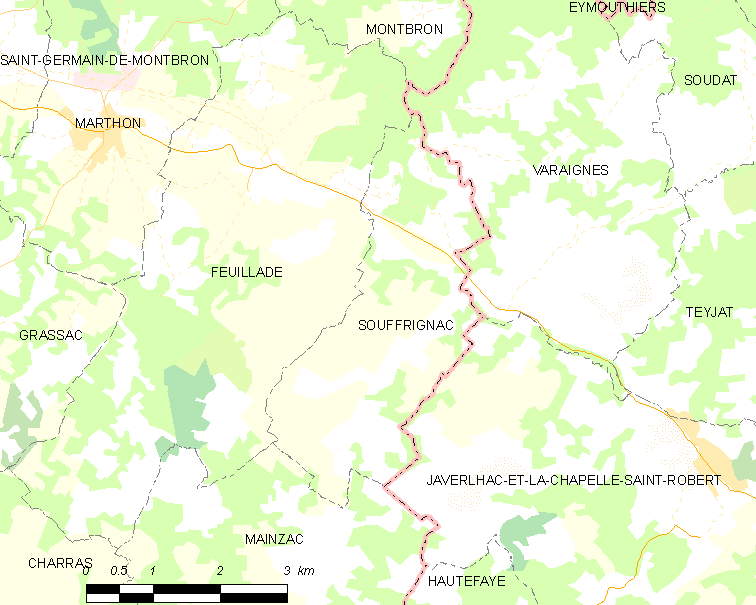
苏夫里尼亚克的OSM定位图

## 行政
苏夫里尼亚克的邮政编码为16380，INSEE市镇编码为16372。

## 政治
苏夫里尼亚克所属的省级选区为塔杜瓦尔河谷县。

## 交通
夏朗德省省道D4线和D65线在市中心交汇。

## 人口

1962-2008年间苏夫里尼亚克人口变化图示

苏夫里尼亚克于2022年1月1日时的人口数量为149人。